# Staty

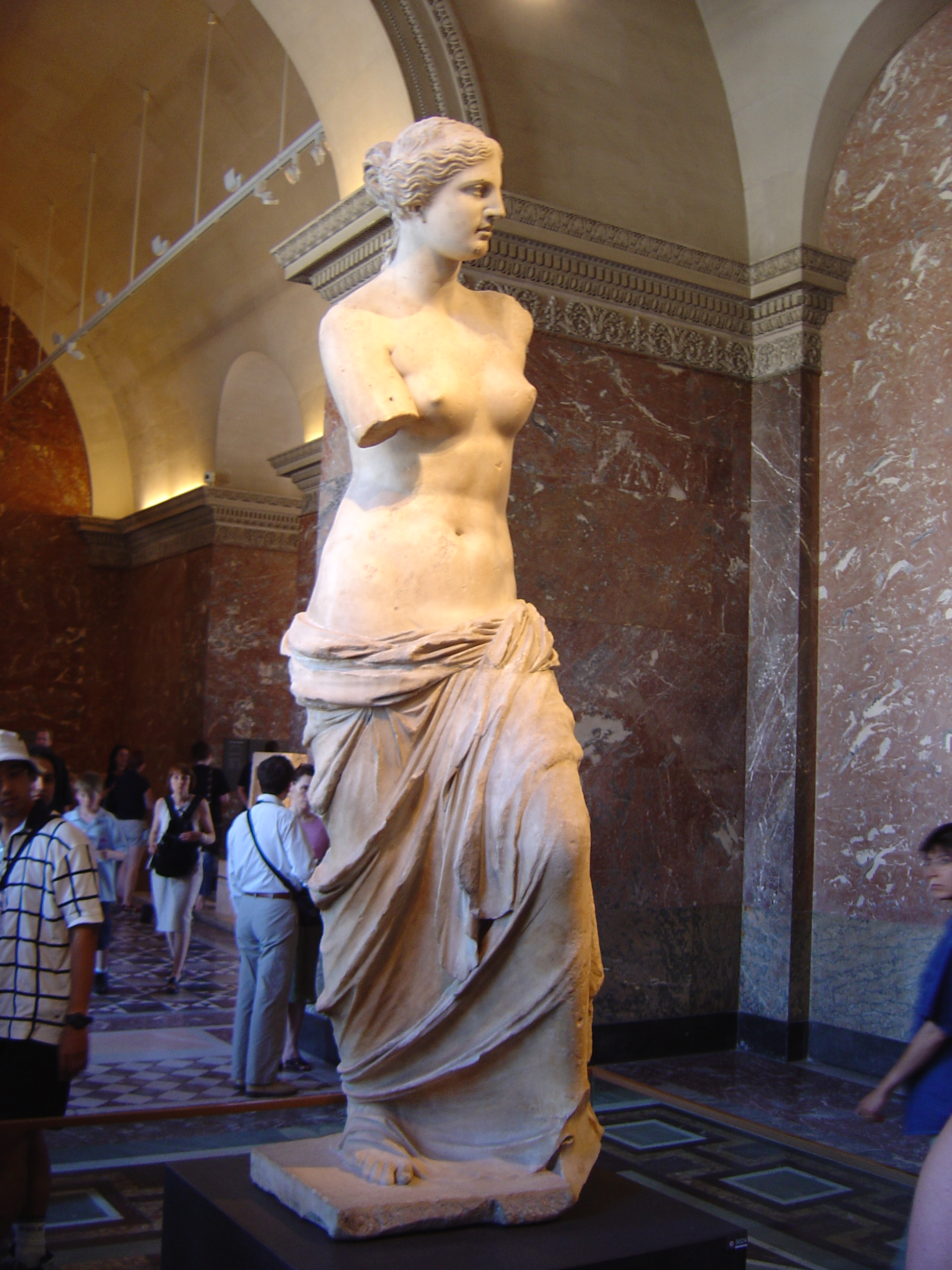
Skulpturen Venus från Milo på Louvren i Paris. I marmor och daterad till omkring 150 före vår tideräknings början.

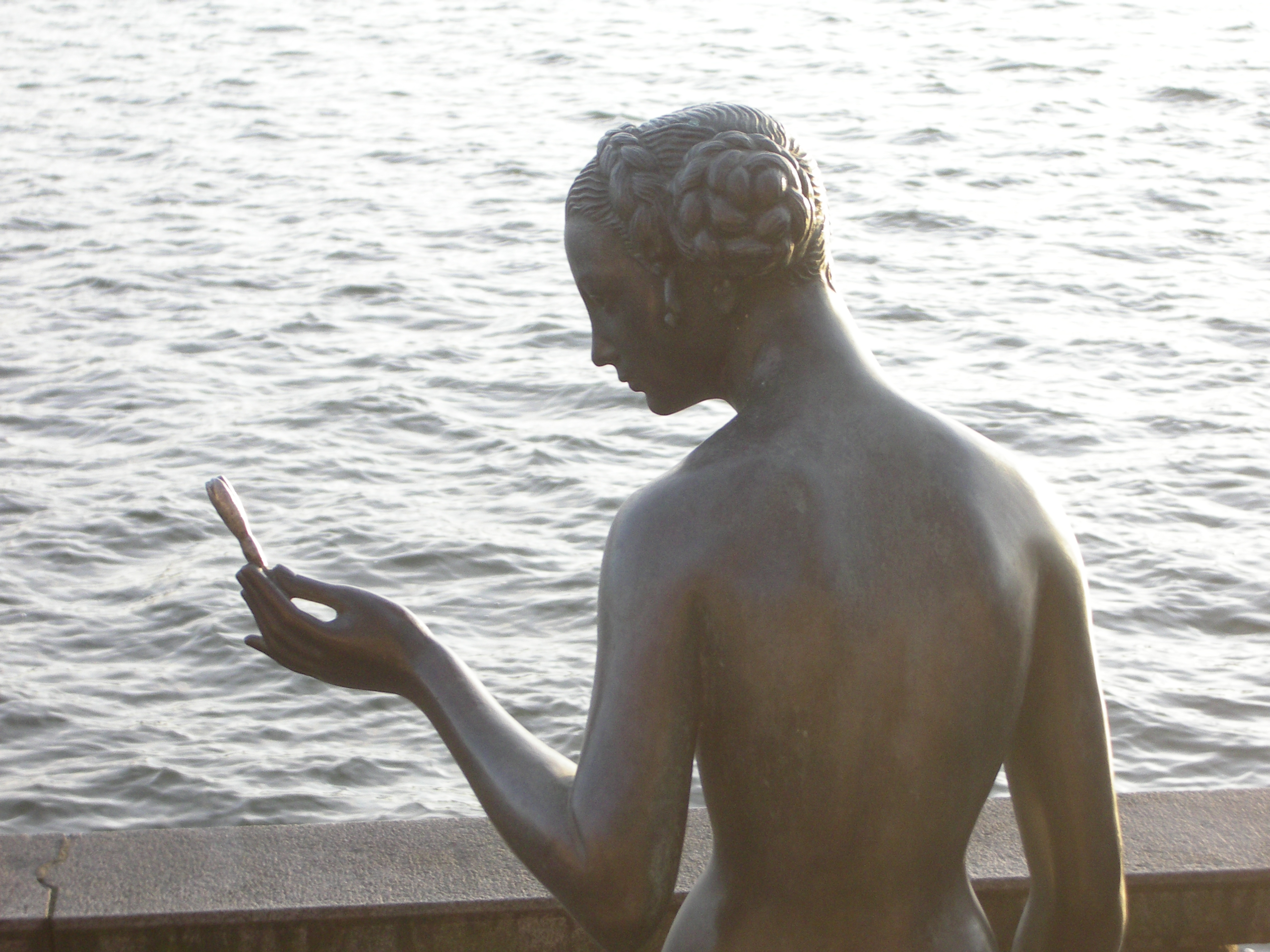
Skulpturen Krokus av Tore Strindberg, i Stadshusträdgården i Stockholm (detalj). Brons, 1925.

Staty (från franskans statue; ursprungligen från latinets statua) är en fristående skulptural avbildning av en människa i helfigur, stående eller ridande. Staty är oftast i ett bestående material som trä, metall eller sten. Uttrycket används oftast i vardagligt talspråk; den konstvetenskapliga termen är skulptur. 

## Varianter och ord
Skulpturer som föreställer personer i helfigur fast i liten skala kallas statyett, figur eller figurin. I äldre tiders konst och arkitektur, exempelvis antikens Egypten, Grekland eller Rom, förekom främst i religiösa och rituella sammanhang skulpturer av kolossalformat. Dessa porträtterade ofta en gudom eller härskare. Ett alternativt namn för staty är bildstod; detta syftar ofta på klassiska statyer, som från antiken.
Ett skulpturalt porträtt som avbildar huvud och övre delen av bröstet kallas för byst. En skulptural skildring av bålen, det vill säga en kropp som saknar huvud, armar och ben, kallas torso.

## Historik och spridning

### Skulptur
Skulptur är ett av de allra vanligaste konstnärliga uttryckssätten genom historien och internationellt. I förhistorisk tid rör det sig ofta om skulpturala objekt som tros haft rituell funktion, som amuletter föreställande djur eller människofigurer – exempelvis Venus från Willendorf.
Antikens skulptörer skildrade gudar och gudinnor såväl som filosofer, politiker och härskare, oftast i marmor eller brons. I kristen avbildningstradition är Jesus på korset ett ymnigt förekommande skulpturalt motiv, både i naturlig storlek och i mindre format, vilket är känt som ett krucifix. För dessa framställningar användes under medeltiden främst trä, under senare sekler även sten och metall.
Skulpturer förekommer ofta i stadsrummet som offentlig konst. Porträttlika skulpturer är vanliga som minnesmärken för en historisk händelse eller betydelsefull person.

### Statyer
En staty är en fristående skulptur av en människa, traditionellt i stående (efter det latinska ordursprunget statua, 'ställning') eller ridande gestalt. Statyn vilar vanligen på en sockel. Den är vanligen utförd i helfigur och i förstorad skala, åtminstone när den ska placeras på offentlig plats.
Presentationssättet var vanligt i den sydeuropeiska antiken och förekommer även ymnigt i västerländsk konst från senare sekler. Ofta blev framstående offentliga personer föremål för statyer, såsom fältherrar eller monarker. Dessa statyer kunde ofta placeras på offentlig plats, som en påminnelse om den bemärkta personen.
Statyer av ryttare på häst benämns ryttarstatyer, och en av de första restes av Marcus Aurelius på 170-talet e.Kr. Senare blev dessa statyer vanliga under renässansen, med en markering av något sammanhang av militär eller krigisk art.
Numera har kravet på att statyen ska framställa en stående gestalt minskat i betydelse. Därmed har det blivit vanligare med exempelvis sittande statyer; en sådan finns exempelvis sedan 1975 av Nils Ferlin i Filipstad. Även i nutiden är det vanligt att statyn (till skillnad från skulptur i allmänhet) syftar på en avbildning av en berömd person.